# امام‌قلی بی‌لی (بردع)
امام‌قلی بی‌لی (به لاتین: İmamqulubəyli) یک منطقه مسکونی در جمهوری آذربایجان است که در شهرستان بردع واقع شده است. این روستا ۶۲۴ نفر جمعیت دارد.